# Xilleon
A Broadcom Xilleon videoprocesszor (korábbi márkanevén ATI Xilleon, később AMD Xilleon) egy set-top boxokban és digitális televíziókban való használatra tervezett, MIPS processzoros 32 bites egycsipes rendszer (system-on-a-chip). MPEG2 dekódolási és egyéb funkciókat lát el, a legtöbb világszerte használatos műsorszóró rendszerrel kompatibilis (beleértve a PAL, NTSC, SECAM és ATSC rendszereket).
A Xilleon vonal négy termékből áll: a 210D/H, 226, 240S/H, és 260 jelzésű modellek kissé eltérő jellemzőkkel rendelkeznek, a funkciók között megtalálható a hardveres deinterlacing (váltottsorosból progresszívbe konvertálás), 3D fésűszűrő, dinamikus kontraszt, zajcsökkentés, élesség, színvezérlés és integrált 2D grafikai gyorsítás.
Az AMD 2006 harmadik negyedévében véglegesítette az ATI Technologies felvásárlását, ez után a Xilleon termékeket az AMD márkanév alatt forgalmazta, ezért a termék neve AMD Xilleon-ra változott.
Nyilvánosságra került, hogy az ATI AVIVO technológia következő generációja, az Unified Video Decoder (UVD) szintén a Xilleon videóprocesszoron alapul, amely a H.264 és VC-1 videó-kodek szabványok hardveres dekódolását végzi.
A 2008-as CES elektronikai vásáron a Xilleon videóprocesszorok újabb vonalát jelentették be, a síkképernyős LCD digitális televíziókhoz való Xilleon panelprocesszornak keresztelt terméket, amely kezdetben négy, a 410, 411, 420 és 421 számmal jelölt modellel képviseltette magát. A processzor támogatja a 1080p videofelbontást és az olyan fejlett technológiákat, mint a mozgásbecslés (motion estimation), mozgáskiegyenlítés (motion compensation) és képváltási frekvenciakonverziós (frame rate conversion) technológia, ez utóbbi a továbbfejlesztett fázis-sík korrelációs technológián alapul, amelyben a 24 vagy 60 Hz-es képváltási frekvenciával érkező bemeneti videojeleket 100 vagy 120 Hz-es képfrissítési frekvenciára konvertálja, kiegészítő képkockák hozzáadásával – ezt a technikát előszeretettel használják az LCD TV-kben a mozgás folyamatosságának javítására.
Az AMD 2008 januárjában megállapodott a DivX, Inc. céggel, hogy lehetővé tegye a jövőbeli Xilleon processzorokban a hardveres DivX videodekódolás beépítését, DivX tanúsítvánnyal.
Mindezek után az AMD 2008 második negyedévében vállalati átalakítások miatt megvált a TV-csipkészlet üzletágtól, végül 2008 augusztus 25-én a Xilleon vonalat eladta a Broadcom-nak.

## Jellemzők
A Xilleon egy összetett rendszer, amelynek központi egysége egy MIPS processzor, amely egy 32 bites MIPS 4Kc típusú mag. A központi processzor mellett több funkcionális egységet is tartalmaz, így egy külső DRAM-hoz csatlakozó memóriavezérlőt, videoprocesszáló egységet, 2D/3D grafikai egységet, algoritmusokkal bővíthető dekódoló egységet, biztonsági egységet, valamint különböző hálózati, video, audio és analóg be- és kimeneti vezérlőket.
A videofeldolgozó egység végzi a skálázást, váltottsoros–progresszív konverziót (deinterlacer), színkorrekciót és zajcsökkentést. A dekódoló egység tartalmazza a MPEG dekódoló algoritmust, de tovább bővíthető más algoritmusokkal is. A biztonsági egység kezeli a biztonsági tanúsítványokat és végzi a DRM funkciókat. A perifériális egységek közvetlenül csatlakoztathatóak, direkt video, audio, HDMI, VGA jeleket biztosítanak és kezelik az analóg jelbemenetet is (rádió, analóg adások). A perifériavezérlő kezeli az otthoni hálózatot és a PVR funkciót.

## Fordítás
Ez a szócikk részben vagy egészben  a   Xilleon című angol Wikipédia-szócikk ezen változatának fordításán alapul.  Az eredeti cikk szerkesztőit annak laptörténete sorolja fel. Ez a jelzés csupán a megfogalmazás eredetét és a szerzői jogokat jelzi, nem szolgál a cikkben szereplő információk forrásmegjelöléseként.